# Harald Barrios
Harald Barrios (* 1961 in Heidelberg) ist ein deutscher Politikwissenschaftler. Er ist Privatdozent am Institut für Politikwissenschaft an der Eberhard Karls Universität Tübingen.

## Leben
Nach dem Abitur 1981 in Heidelberg studierte Barrios Politikwissenschaft und Geschichte an der Universität Heidelberg (Abschluss Magister Artium 1990). 1990 bis 1992 arbeitete er an der Uni Heidelberg unter Dieter Nohlen als Mitarbeiter des Forschungsschwerpunktes „Politische Organisation und Repräsentation in Amerika“.
1993 war er als DAAD-Stipendiat in Santiago de Chile, 1993 bis 1994 Stipendiat der Landesgraduiertenförderung des Landes Baden-Württemberg. 1994 bis 2004 arbeitete er als wissenschaftlicher Mitarbeiter, ab 1999 am Lehrstuhl für Politik in Lateinamerika und Entwicklungstheorie bei Andreas Boeckh an der Universität Tübingen. In den Jahren 1997 und 2000 hatte Barrios eine Gastdozentur an der Graduate School of International Studies an der University of Denver inne. 1999 wurde er in Heidelberg bei Dieter Nohlen und Klaus von Beyme zum Thema „Die Außenpolitik junger Demokratien in Lateinamerika“ promoviert. 2004 habilitierte er sich mit einer Arbeit zum Thema „Brave New Deal? Die systemische Wettbewerbsfähigkeit der USA. Ihre politischen Faktoren“. Seit 2005 ist Barrios Privatdozent am IfP der Universität Tübingen.
Er übt zudem eine Lehrtätigkeit am Abendgymnasium Stuttgart sowie am Stuttgarter Eberhard-Ludwigs-Gymnasium aus.

## Tätigkeitsfelder
Barrios beschäftigt sich mit der Politik auf dem amerikanischen Kontinent, v. a. der Lateinamerikas und der Entwicklung der Demokratie dort; außerdem mit dem politischen System der USA sowie dem Spaniens und mit den Methoden der Vergleichenden Politikwissenschaft.

## Publikationen
- Von der Revolution zum Beitritt: Die Entwicklung eines gesamtdeutschen Wahl- und Parteiensystems. In: Ulrike Liebert, Wolfgang Merkel (Hrsg.): Die Politik zur deutschen Einheit. Probleme – Strategien – Kontroversen. Opladen 1991, S. 139–159.
- Das politische System Spaniens. In: Wolfgang Ismayr (Hrsg.): Die politischen Systeme Westeuropas. Opladen 1997. (2002 in dritter Auflage)
- Die Außenpolitik junger Demokratien in Südamerika. Argentinien, Brasilien, Chile und Uruguay. Opladen 1999. (Junge Demokratien, hrsgg. v. Klaus von Beyme und Dieter Nohlen, Bd. 1)
- Über den Neoliberalismus hinaus. Vier Thesen zur aktuellen Debatte um Entwicklungstheorie und -praxis in Lateinamerika. In: Jörg Faust, Manfred Mols, Christoph Wagner (Hrsg.): Ideengeber und Entwicklungsprozesse in Lateinamerika. Mainz 1999, S. 89–117. (Politikwissenschaftliche Standpunkte 4)
- mit Christoph Stefes (Hrsg.): Einführung in die Comparative Politics. Oldenbourg, Opladen 2006.